# New Element
New Element byla česká chlapecká hudební skupina založená na jaře 2013. Skupinu tvořil herec a moderátor Ondřej Havel. Původního člena skupiny, sportovce Petra Šimůnka, nahradil v prosinci 2013 Lukáš Cestr. V dubnu 2014 původního člena skupiny, zpěváka a herce Jana Bendiga, nahradili Vojtěch Drahokoupil a Christopher Mumba.
Hudebním producentem skupiny byl Jan Gajdoš, který spolupracoval s Terezou Kerndlovou, Helenou Vondráčkovou, Laďou Kerndlem, Monikou Absolonovou a dalšími. Skupina natočila v létě 2013 svůj první videoklip k singlu „Já vím, že chceš“ (hudba: Jimi Cimbala a Zoli Tóth, text: Rudolf Kubík). Počátkem roku 2014 následoval další klip k písni „Svědomí“ (hudba: Jan Bendig a Jan Gajdoš, text: Rudolf Kubík).
Už na jaro 2014 bylo původně ohlášeno debutové album skupiny. To pak bylo vydáno 20. listopadu téhož roku pod názvem Znamení.
Začátkem roku 2016 vydali videoklip k singlu „Přízrak“. 25. 5. 2016 pokřtili nové album skupiny s názvem Jdeme dál.
V prosinci 2016 skupina New Element vydala svůj poslední videoklip s názvem „Den, kdy se vše zastaví“.